# エアロダンシング
『エアロダンシング』シリーズは、CSK研究所（CRI）によるフライトシミュレーター。主にセガドリームキャストを中心に展開、一部シリーズはMicrosoft Windows用にも移植販売され、のちに発売元をセガ、プラットフォームをPlayStation 2に移した。
航空自衛隊の機体を中心に練習機や戦闘機といった航空機をパイロットとして操作し、登場当初から航空自衛隊の訓練などを模したフライト教習的な側面が強く、主に操縦技術を身につけながら飛行を楽しむゲームである。アーケード性やシューティング性といった要素はほとんど持たず、本格的なフライトシミュレーターとしての側面を持つとメーカーは主張している。

## シリーズ概要
操縦する機体は全て、実際の航空力学に基いて忠実な拳動が再現されている（Gや失速、速度域による旋回性能など）。また、登場する機体毎に異なってくる拳動や空力特性といった個々の特徴などの細かな点まで忠実に再現されている。
全作品を通じて航空自衛隊の協力を得、航空自衛隊で実際に使用しているものと同種の（翼に日の丸を描いた）機体が多数登場する。「F」以降には海外の軍用機をモデルとした機体も登場するが、それらには識別記号は記されていない。
もともと航空自衛隊の「ブルーインパルス」による曲技飛行を再現するゲームとして出発したため、シリーズを通してスモーク（煙幕）を発する歴代ブルーインパルス機及び航空自衛隊の歴代練習機が登場する。本シリーズの主役機がT-4練習機であることが、それを物語る。
機体だけでなく、一部マップで登場する飛行場も、航空自衛隊の基地を模したものである。
『F』以降は戦闘要素も加わったが、基本的にドッグファイト（空中格闘戦）指向であり、ミサイルよりもガン（機銃）による撃墜が推奨され、ストイックでシビアな戦闘傾向になる。「バレルロール（樽状旋回=飛行方向に対して螺旋を描く様に飛ぶ飛行術）」に代表される、いわゆる「エアリアル・コンバット・マニューバ（ACM・三次元空中機動戦術）」も楽しめる。
ミッションは全体的に難易度がやや高めで、上記の三次元空中機動戦術を全く知らないとクリアが難しいものもあった。
機体の状態によっても、挙動に影響が現れる。例えばミサイルや爆弾を満載した状態では機体の挙動が重くなる、また、機体が損傷すると水平飛行さえ困難な状況に陥る。
マップ上のギミック等が非常に凝っている。例えば都市のマップでは高度を充分下げると道路上を自動車が走行している様子が見え、スタジアム上空には気球が漂っていたり、地上目標として登場する戦車や対空ミサイル車両などは発射口をちゃんとプレイヤー機に向けて攻撃してくる。
操縦する航空機は、機体各部の動きなどに関しても当時のゲームソフトとしては細部まで非常に凝ったものとなっている。機体のラダーやエルロンなど各種舵が動くのはもちろん、高速では舵の可動角度が減少するなども再現されている。スロットル状態で噴射口の開放角度が変わる様子、F-14戦闘機などの主翼が駆動する機体では速度によって翼が角度を変える様子や、F-15戦闘機のエアインテイク部がエンジン出力によって角度を微妙に変える様子なども再現されている。逆推力を使用できる機体では、逆噴射装置もきちんと可動する。『4 New Generation』から新たに登場したヘリコプターでは、サイクリックに合わせてローターの角度も変化する。
ジェットエンジンの噴射口から出る微かな黒煙の表現などはエンジン出力によって濃さが変化したり、アフターバーナーを使うと煤が完全燃焼するため煙が出なくなるといった点なども再現している。
もともと地上から見て楽しむことを前提とするアクロバット飛行を扱っていたため、飛行の様子をあたかもビデオ収録の様に記録して、飛行後に様々な編集などを施して楽しむリプレイ機能が充実していた。戦闘主体になってもこれは変わらず、またドリームキャスト時代には全国のユーザーから記録映像を募集・収録したファンディスクが発売された。

## キャラクター
轟剛太（とどろき ごうた）声 - 沢木郁也
『featuring Blue Impulse』ではBlue Impulse隊長、『F』および『4』では「隊長」。
山岡清二（やまおか せいじ）声 - 戸部公爾
『featuring Blue Impulse』ではBlue Impulse5番機隊員、『F』では教官。
上原翔子（うえはら しょうこ）声 - まるたまり
『featuring Blue Impulse』及び『F』（各ファンディスク含む）での管制官。
轟つばさ（とどろき つばさ）声 - 半場友恵
『エアロダンシング F 轟つばさの初飛行』で初登場。轟隊長の娘で、16歳。『4』では僚機パイロットとして登場するが、技量はきわめて低い。
司令官声 - 西村知道
『i』シリーズの基地司令官。
サワダ隊員声 - 鳥海浩輔
『i』シリーズの複座要員。ミッションと複座機に登場。『4』では僚機パイロット、教官として登場し、技量は高い。
リン管制官声 - 半場友恵
『i』シリーズおよび『4』の基地管制官。
桑島まりあ（くわしま まりあ）声 - 梶原真弓（シェイプUPガールズ）
『featuring Blue Impulse』ゲストキャラクター。一部ミッションの管制官を担当。
プレイヤー（男）声 - 笹沼晃
『featuring Blue Impulse』のみ、プレイヤー音声がある。
プレイヤー（女）声 - 中島沙樹
『featuring Blue Impulse』のみ、プレイヤー音声がある。
アズマ声 - 大塚芳忠
『4』の僚機パイロット。技量は比較的高いが、独断専行の癖がある。
ニコラス声 - 細井治
『4』の僚機パイロット。技量は中庸。

## シリーズ作品

### エアロダンシング featuring Blue Impulse
1999年3月4日発売。航空自衛隊第4航空団第11飛行隊「ブルーインパルス」の曲技飛行に挑戦するアクロバットフライト・シミュレータ。
CRIとしてのドリームキャスト第1弾にしてシリーズ第1作目で、複数機の編隊飛行によるアクロバットを扱うという作品。編隊飛行・アクロバット教習ともに行えるのはシリーズ中でも本作のみ（なお家庭用ゲーム機向けのリアル系フライトシミュレーターゲームにおいてもアクロバット系統を題材にしているのは本作のみ）。
ゲーム内容
ブルーインパルス・ミッション
プレイヤーが「ブルーインパルス」への入隊を疑似体験するメインモード。基礎訓練10・演技訓練10の合計20ステップから成る。各ステージ100点中60点獲得すれば次のミッションに挑戦でき、一定のミッションをクリアすることで歴代「ブルーインパルス」機を使える様になる。基本的に使える機体は山岡教官の5番機（編隊では最右翼）で、動きが最も大きいため、後半になるほど難易度が非常に高い。
スカイ・アタック・ミッション
端的に表現すれば、アーケードモード。一定時間内にマップ上の空中に配置されたターゲットを取る（スモークで描かれたターゲットをくぐる）ことで高得点を目指す。ターゲットには単純な得点となる「ポイントターゲット（白）」、取ることによって以後一定時間得点が倍になる「ダブルターゲット（黄）」、必ず取らねばならない「チェックターゲット」が並んでおり、「チェックターゲット」を全て取るとミッション終了となる。全8ステージ中7ステージは自由に順番を選ぶことが出来る。各ステージ毎に最初にクリアした時のみ新しい機体が1機種増える。
フリーフライト
全9種のマップ・最大11機種の機体を自由に選び（使用機体は最初T-4練習機のみで、上記2ミッションの進行具合によって増える）、文字通り自由に飛行するモード。CPU機と最大4機編隊を組め、隊長機として自由に指示を出しながら演技飛行をすることも出来る。
マルチプレイ
最大4人同時プレイが出来るモード。オンラインではなくドリームキャスト本体に直接4つのコントローラを用意して遊ぶモードで、4つのマニューバ及びフリーフライトを選択することが出来る。マニューバを選んだ場合、機種は「T-4 Blue Impulse」のみ、隊長機はCPU（プレイヤー機と5機編隊になる）という制限がつく。また、4人が別々の機体を選ぶことは出来ない。本作では機体に武装が搭載されないため対戦ではなく、編隊飛行やアクロバット飛行をすることにより、点数を得る仕様となっている。
ライブラリ
リプレイや模範演技のデモを鑑賞するモード。自分で飛行した記録リプレイを鑑賞する「フライト・レコード」と、アクロバットの模範演技デモを鑑賞する「ブリーフィングビデオ」がある。「ブリーフィングビデオ」は、「ブルーインパルス・ミッション」をクリアすることによって鑑賞が可能になる。
エキシビジョン
「ブルーインパルス・ミッション」を全ステージクリアした後に遊べるボーナスモード。「ブルーインパルス・ミッション」で登場しなかったものを含む「ブルーインパルス」の演技飛行を、編隊位置を自由に選択して楽しむことが出来る。採点も合否も無く、リプレイを見ることも可能。

登場機体
T-4（ノーマル）、T-4 Blue Impulse、T-2 Blue Impulse、F-86F Blue Impulse、F-4EJ、F-4EJ改、F-1、F-2、F-15J、F-15DJ（複座型）、RF-4E（偵察機）（計11機種、全て非武装）

### エアロダンシング 轟隊長のひみつディスク
2000年1月20日発売。『featuring Blue Impulse』のファンディスク。プレイヤーから寄せられたムービーファイルと、特別ステージ・特別機体が収録されている。
本編販売後にホームページ上で募集されたリプレイをまとめ、また前作を最後までクリア出来ないユーザーでも楽しめる様に工夫されたファンディスク。前作を持っていなくても単体で安価に遊べる「お試し版」的な側面もある。
ゲーム内容
スカイミッションアタック
『featuring Blue Impulse』のものと同様のモード。全9ステージ選択可能で、今作単体では6機種、本編のシステムデータがあれば12機種を選ぶことが出来、全ミッションをクリアするとさらに「バギー」「ドルフィン」の2機種が追加される。
フリーフライト
『featuring Blue Impulse』のものと同様のモード。全11種のマップが選択でき、本編のデータがあれば、使用機体が増える。1人用モードだが、CPU機を含む編隊飛行を楽しめる。また、「My Room」と称して、あたかも自機がラジコン機になって家庭内を飛行しているかのような、室内を模したマップもある。
ギャラリー
公募に全国から応募された全151作品に及ぶリプレイムービーを6つのカテゴリに分けて収録。個別に選んで再生したり、全てを自動的に再生することも出来る。また、本編・今作で自分でセーブしたリプレイを鑑賞することも出来る。
スペシャルデータ
本編用のセーブデータで、メモリーカードにセーブすることにより、本編に追加要素を加えることが出来る。「スカイミッション・アタック」と「フリーフライト」にマップ2種を追加する「スペシャル・マップ」、本編でおまけ機体「バギー」「ドルフィン」を使える様になる「スペシャル・プレイン」、本編の機体を特別塗装仕様にする「スペシャル・ペイント」、本編で特殊なオプション設定が出来る様になる「スペシャル・オプション」の4つのセーブデータから成る。

登場機体
『featuring Blue Impulse』登場の11機種に加え、F-104Jスターファイター戦闘機、バギー（CRI発売のゲーム『バギーヒート』に登場する車、タイヤを回転させながら飛ぶ）、ドルフィン（T-4のシルエットイメージであるイルカ、ひれを動かしながら飛ぶ）（合計14機種）

### エアロダンシング F
2000年2月24日発売。航空自衛隊の空中格闘戦技教育をモデルにした、リアルドッグファイトシミュレーション。
「インメルマンターン」「バレルロール」「高速ヨーヨー」など、航空自衛隊の飛行教導隊に取材したと言われる、ドッグファイトで使われるマヌーバーをトレーニングモードのプレイを通じて知ることが出来る。2000年11月16日にはWindows版も発売された。なお、登場機体やマップなど、後継作品のベースとなる作品となっている。
ゲーム内容
ファイター・パイロット・ミッション
前作の「ブルーインパルス・ミッション」同様に、順を追って空中格闘戦術教練を疑似体験するモード。初級操縦課程5・基本操縦課程8・戦闘操縦課程7・機種転換操縦課程（1）6・機種転換操縦課程（2）4の合計30ステージから成る。それぞれの課程を修了するに従って1機種ずつ、合計6機種まで使用機体が増える。
タクティカル・チャレンジ
前作の「スカイミッション・アタック」同様のアーケードモード。時間内に全ターゲットを破壊する「ターゲット・シューティング」7ステージ、時間内に全ターゲットを捜索発見のうえ破壊する「レース・シューティング」3ステージ、時間内にクリアポイント以上の撃墜数を目指す「エアリアル・コンバット・マニューバ」5ステージの合計15ステージがあり、クリア状況に応じて使用機体が9機種増える。
フリーフライト
前作の「フリーフライト」同様に自由に飛行を楽しむモード。ただし、編隊飛行は行えず、代わりに自機が戦闘機の場合、CPU操作の敵機とドッグファイトを楽しむことが出来る。また、選んだマップが基地や空母の場合、離陸からの要撃シチュエーションとすることも出来る。
VSプレイ
対戦モード。1台のドリームキャストにコントローラを2個繋げて遊ぶモード。画面分割方法は「オプション」によって縦・横を選択することが出来た。なお、非武装機体は選択できない。
ケーブルプレイ
2台のドリームキャストを対戦ケーブルで接続して対戦するモード。ドリームキャスト本体だけでなくモニタや本ソフトも2つずつ用意する必要がある。こちらでは、非武装機も選ぶことが出来る。
リプレイシアター
飛行して記録したリプレイを鑑賞したり、編集するモード。リプレイは1つにつきメモリーカード4ブロック以上を要する（他にゲームセーブデータが8ブロック）。最大60ブロック、約6分のフライトがセーブ可能。逆に3秒未満のフライトはリプレイが記録されない。
ハンガー
ゲーム中に獲得した機体を鑑賞したり、その機体の解説や空戦用語解説を読んだり、ゲーム上での飛行記録を見たりすることが出来る。
トレーニング
解説ムービーを見たあと、練習をするモード。基本的な操作方法とヘッドアップディスプレイを練習するものと、実際のフライトを練習するものがある。

登場機体
T-3レシプロ初等練習機、T-3SP（特殊カラーのT-3）、XF-3 次期超主力戦闘機（機銃装備のT-3型架空戦闘機）、T-4ジェット中等練習機、T-4 Blue Impulse、T-2超音速高等練習機、T-2 Blue Impulse、F-86F、F-104J、UF-104J（無人標的機・非武装）、F-4J（アメリカ海兵隊塗装）、F-4EJ（航空自衛隊塗装）、F-4EJ改、F-15A、F-15J、F-15DJ（複座型）、F-15DJアグレッサー1（航空自衛隊飛行教導隊特別塗装機「そとあお」）、F-15DJアグレッサー2（同「くろ」）、F-14A、F-14Aテストベッド（黒塗りのマイナーチェンジ機、通称「黒猫」）、F-16A、F-16Aアグレッサー（仮想敵部隊色）、F/A-18C、F/A-18Cアグレッサー（仮想敵部隊色）、F-1、F-2A、F-2B（複座型）（計26機種）

### エアロダンシング F 轟つばさの初飛行
2000年11月16日発売。『F』のファンディスク。『轟隊長のひみつディスク』同様に公募によるリプレイ集と、追加機体、特別データなどを収録している。
『轟隊長のひみつディスク』同様の位置付けであるが、今作は「オンライン対戦」という新要素が加わっている。メニュー表記の軟化（フォントも丸文字風のものになっている）、奇妙な（パッケージ表記によると「ポップでキッチュな」）配色のオリジナル塗装機体などの点が変わっている。
ゲーム内容
ワクワクつばさチャレンジ
時間内に出来るだけ多くの風船を割る「風船割り」3ステージ、時間内にスモークの輪を出来るだけ多く潜る「輪くぐり」3ステージ、時間内に出来るだけ多くの敵機を撃墜する「格闘戦」4ステージの計10ステージから成る。成績により2機種の追加機種が使える様になる。
どきどきネットたいせん
本シリーズ初のオンライン対戦モード。インターネット上に設けられたサーバに接続して同時に接続しているユーザーと対戦を楽しむことが出来る。通常の空中戦だけを楽しむ「ノーマル」モードのほか、3回マッチとして回復アイテムを利用出来る「アイテム」モードがあり、対戦相手を選ぶだけで対戦のみを楽しむ「クイックロビー」と、対戦相手とコミュニケーションを楽しんだ上で対戦をする「コミュニケーションロビー」とがある（いずれも1対1の対戦）。2002年12月31日サービス終了。
ふわふわ自由飛行
『F』の「フリーフライト」とほぼ同じモード。ただし、使用機種が今作単体では10機種、『F』のシステムデータがある場合は30機種になる。
大ちゃっかん
『F』で初めて登場した「空母」への着艦を楽しむモード。機体強度を3段階（頑強な設定ほど、乱暴な着艦にも耐え得る）から選び、理想的な高度・進入角度からの着艦「ちゃっかん・いっしょうけんめい」4段階（段階を追うごとに空母までの距離が長くなる）、最終侵入を自力で行う「ちゃっかん・ひとりだち」4段階（最終段階では発艦から着艦まで一連の飛行を行う）、エンジン停止状態での着艦「ちゃっかん・名人芸」、エンジン停止・オーバースピード状態での着艦「ちゃっかん・匠の技」、エンジン停止状態・機体損傷状態での着艦「ちゃっかん・神のりょういき」の11ステージが楽しめる。ステージ進行に応じて2種類の追加機体が得られる。
つばさのコレクション
本編において公募された全国ユーザーによるリプレイ計170種を収録。
おみやげ
『F』までの3タイトル用のセーブデータで、これをメモリーカードにセーブしてそれぞれのディスクで読み込むことにより、本編で様々な効果を得ることが出来る。全機種・全マップ及び特別塗装を選択可能になる『featuring Blue Impulse』用データ、『轟隊長のひみつディスク』単体で遊べる最大機数8機を使える様になる『轟隊長のひみつディスク』用データ、全機種・全マップが選べるようになる『F』用データの3つから成る。

登場機体
『F』登場の26機種に加え、F-14スペシャル（黒と紫色のオリジナル塗装機）、F-15スペシャル（赤とオレンジのオリジナル塗装機）、F/A-18Cブルーエンジェルス（アメリカ海軍アクロバットチーム塗装機）、F-2Bスペシャル（金と黒のオリジナル塗装機）、F-16アグレッサー（薄紫色の迷彩機）（合計31機種）

### エアロダンシング i
2001年2月15日発売。よりアーケード風になり、ネット対戦を強化した「ネットワークフライトシミュレーション」。
登場機体編成やマップ構成は『F』を継承するものの、プレイヤーの上司・同僚たるキャラクターは一新した。従来の教習的要素を廃し1人用モードを1つにまとめた代わりに、ネット対戦機能を大幅にアップした。『F』では機関砲と赤外線誘導空対空ミサイルのみであった武装に、レーダー誘導空対空ミサイルや空対地ミサイル、無誘導爆弾などが追加された。また、機体機動の癖がかなり均一化され、ミッションがアーケード化された。2001年6月22日にWindows版が発売された。
ゲーム内容
ミッション
1人プレイ時のメインモード。マップ内に配置された標的を次々と撃破していく「エアアタック」、対地・対艦攻撃を行う「サーフェイスアタック」、ジェット戦闘機同士の格闘戦を行う「ドッグファイト」の各8ミッション3種類合計24の訓練ミッションと、それらをクリアすると遊べる「オペレーション」8ミッションから成る。本作から爆撃・対艦攻撃という要素が加わり、オペレーションの中には味方輸送機護衛や空中給油、今回新たに加わった垂直離着陸機を活かしたミッションなどが含まれる。
フリーフライト
『F』同様に、自由に機体とマップを選択し、飛行が楽しめるモード。ただし、空中戦を楽しむ「エアアタック」、対地攻撃を楽しむ「サーフェイスアタック」、単に飛行を楽しむ「ソロフライト」、自動的にミッションを作成する「ランダムミッション」の4つから選ぶことが出来る。
インターネットバトル
『轟つばさの初飛行』同様に専用サーバに接続して、同時に接続している全国のユーザーと対戦を楽しむことが出来る。同様に即座に対戦を楽しめる「クイックロビー」と対戦前にコミュニケーションをとることが出来る「コミュニケーションロビー」があるが、「コミュニケーションロビー」では最大4人対戦が出来る点が『轟つばさの初飛行』とは異なる。また、従来通りの1対1「ワン・オン・ワン」以外に、最大4人で自分以外は全員敵とする「バトルロイヤル」、1対3または2対2の対戦を楽しめる「チームバトル」といった対戦形式が選べ、制限時間内に敵を撃墜すれば勝者として得点を獲得する「クイック」、制限時間いっぱいまで（撃墜されても復活しながら）戦いポイントに応じて得点が得られる「スタンダード」、同様に制限時間いっぱいまで戦って最もポイントを獲得した物が得点を独占する「ギャンブル」の3つの得点方式がある。
ドリームキャスト版に遅れて発売されたWindows版も同一のサーバに接続することができた。2003年3月31日通信対戦サービス終了。
バーサスモード
オフライン対戦モード。1台のドリームキャスト本体に2つのコントローラを接続して対戦する「シングルコンソール」、対戦ケーブルで接続した2台のドリームキャスト（モニタと本ソフトも2つずつ必要）で対戦する「デュアルコンソール」の2方式がある。
リプレイシアター
従来作品と同様、自分で収録したリプレイデータを編集したり、閲覧出来るモード。『i』ではフライト一度のリプレイデータにつき、メモリーカード4ブロック分を必要とした（他にゲームセーブ用に14ブロック必要）。
ハンガー
現在使用できる（ミッションによって獲得した）航空機を見ることが出来るモード。使用機体別の撃墜数や飛行時間を「パーソナル・データ」として確認出来るほか、「エンブレム・エディター」（一種のドット絵用ペイントソフト）で尾翼に描かれるエンブレムを作成することが出来た。エンブレムのセーブデータは1つにつきメモリカードを8ブロック必要とする。
トレーニング
事前に管制官による解説を受け、練習を行うモード。基本的な飛行及びヘッドアップディスプレイの見方を練習する「ベーシック・フライト」、対空攻撃の操作方法や武器の使い方を練習する「エア・トゥ・エア」、対地攻撃の操作方法と武器の使い方を練習する「エア・トゥ・サーフェイス」、本作から初登場となったVTOL機「AV-8B ハリアー」についての操作説明と練習が出来る「AV-8B ベーシック・フライト」の4つが練習できる。
オフィシャル・ホームページ
CRIホームページに直接アクセスすることが出来るモード。各種情報や、掲示板の利用などが行えた。

登場機体
T-3 レシプロ初等練習機、T-3SP（特別塗装）、XF-3 次期超主力戦闘機（機銃装備のT-3型架空戦闘機）、T-4 ジェット中等練習機、T-4 Blue Impulse、T-2 超音速高等練習機、T-2 Blue Impulse、F-1、F-86F、F-86F Air Force（アメリカ空軍塗装機）、F-104J、UF-104J（標的機・非武装）、F-4J（アメリカ海兵隊塗装）、F-4EJ、F-4EJ改、F-15J、F-15DJ（複座型）、F-15DJアグレッサー1（航空自衛隊飛行教導隊特別塗装「そとあお」）、F-15DJアグレッサー2（同「くろ」）、F-15DJアグレッサー3（同「そとみどり」）、F-15DJアグレッサー4（同「なかあお」）、F-15DJアグレッサー5（同「ちゃいろ」）、F-15DJアグレッサー6（同「まだら」）、F-15DJアグレッサー7（同「みどり」）、F-2A、F-2B（複座型）、C-1 戦術輸送機、F-14A、F-14A テストベッド（黒塗りのマイナーチェンジ機、通称「黒猫」）、F/A-18C、F/A-18Cアグレッサー（仮想敵部隊塗装機）、F-15A、F-15E（対地仕様）、F-16A、F-16Aアグレッサー（仮想敵部隊塗装機）、A-7E、A-10A、AV-8B、AV-8B ロービジ（低視認塗装）、トーネードIDS、トーネードADV、ミラージュ2000C、ミラージュ2000C砂漠迷彩、MiG-21、MiG-29、Su-27、零式艦上戦闘機21型 明灰色、零式艦上戦闘機21型 濃緑色、P-51D（赤）、P-51D（青）（計50機種）

### エアロダンシング i 次回作まで待てませ〜ん
2001年8月21日発売。従来同様、『i』のファンディスク。やはり公募によるリプレイ集、追加機体、特別データなどを含む。
この作品が発売された時点でCRIはSEGA-AM2と社名を変えていたため、CRI最後のソフトとなった。また、『エアロダンシング』のドリームキャスト撤退もこの時点で決まっていた。このタイトルは、ファンディスク発売が決定された際にCRIホームページ上でユーザーから公募を行い、多数の中から選ばれたものである。新規登場機体である「Su-25」も同様にユーザーによる投票で幾つかの候補の中から選ばれた。
ゲーム内容
AV-8B チャレンジ
『i』での新機体である垂直離着陸機「AV-8B ハリアー」を主役とした、同機の特性を活かして楽しむミッション集。「初級」3ステージ、「中級」3ステージ、「上級」2ステージの計10ステージから成る。標的をロックオンしたままそれを中心に円を描く様にホバリング移動する訓練や、一定以下の高度で複雑な峡谷を抜けるミッションなどがある。
キャットサバイバル
「黒猫」ことF-14Aテストベッドを使った、サバイバルモード。特定ステージを除いて弾薬・燃料が持ち越しとなる連続ミッションで、全12ステージから成る。
フリーフライト
『i』同様のモード。空中戦を楽しむ「エア・アタック」、対地攻撃を楽しむ「サーフェイス・アタック」、敵が出ずに飛行を楽しむ「ソロ・フライト」、自動でミッションを作成する「ランダム・ミッション」の4つから成る。
インターネット・バトル
『i』同様、専用のサーバに接続して対戦を行うことが出来る。おおよその仕様は『i』に準ずるが、ロビーが「クイックロビー」「コミュニケーション・ロビー」のほか、可武装のレシプロ機（XF-3、零戦、P-51D）のみの「WWIIロビー」があるのが特徴。2003年3月31日サービス終了。
ダンシングオーディション2001
従来のファンディスク同様、公募によるリプレイ作品200を収録。なお、音声による講評には『i』シリーズの司令官・サワダ隊員・リン管制官のほか、前半シリーズの轟隊長・山岡教官・上原管制官・轟つばさも加わっていた。
プレミアム
従来のシリーズ全作品の特別セーブデータ集。メモリーカードにセーブして、それぞれの作品で読み込むことによって、それぞれクリアしていなくても全マップ・全機種を選択出来る様になる。また『轟つばさの初飛行』用に、轟父娘によるメッセージが聞けるデータもある。
ハンガー
本編同様の「トレーニング」や「エンブレムエディタ」のほか、「リプレイ・シアター」がこちらに移っている。

登場機体
『i』の50機種のほか、AV-8Bまだら迷彩、Su-25を収録。

### エアロダンシング 4 New Generation
2002年7月11日発売。発売元をセガ、プラットフォームをPlayStation 2に移した、フライトシミュレーション。
コントローラがデュアルショック2に加え、複数のジョイスティックにも対応していたことから操作系割り当てられるボタンが増えた事により、視線の自由な見回しが可能となったが、基本的な操作系統はDCの物を継承していた。
逆噴射装置などを持っている機種ではそれが使用可能となり、短距離着陸ができるようになった。ドッグファイト重視のゲームバランスは継承された一方で、弾丸の発射間隔が遅い機関砲を搭載しているはずの機種であっても、バルカン砲と同じスピードで弾丸が消費されるという問題が発生し、機種ごとの継戦能力格差が拡大した。
赤外線誘導空対空ミサイルの弱体化、F-14用長距離ミサイルの削除、誘導方式によって異なるHUD表示の省略などフライトシューティングゲームに寄せた仕様変更が行われている。
2003年10月16日にベスト版が発売された。
ゲーム内容
カリキュラム
プラットフォームが移行、容量やシステムが向上し、またヘリコプターなども新規に登場したため、本格的な訓練モードが復活した。初心者をもはじめ、ここで様々な操縦技術を身につけることが出来る。初級操縦課程「プライマリー」、基本操縦課程「ベーシック」、戦闘操縦課程「コンバット」、戦闘機動課程「ACM」、終了課程「ミッション」、着艦訓練課程「CVオペレーション」、VTOL訓練課程「VTOL」、回転翼基本操縦課程「ロータリーウイングB」、回転翼戦闘操縦課程「ロータリーウイングF」の9課程・全46ステップから成る。
エアロミート2002
競技モード。『i』で言うところのミッションモードに相当する。空対空戦闘部門「ドッグファイト」、空対地戦闘部門「サーフェイス」、航空機動部門「マニューバー」、航空偵察部門「リコン」の4部門、全31競技から成る。
フリーフライト
自由な設定で飛行することができる。『i』のそれとほぼ同様。
VSバトル
対人戦モード。ただし1台のPS2にコントローラを2個接続することによる画面分割対戦のみが用意され、場面も最も単純な「SEA」マップに限られている。
スクランブルミッション
カリキュラムモードをある程度進めていき、AR（アラートレディ）状態になると出現するようになる。ゲームのメニュー画面を選んでいる間などでランダムに発生する。緊急に発生する、いつ起こるかわからないスクランブルを再現している。緊急発進し、いち早く接近中の国籍不明機（アンノウン）を接近確認、管制の指示に従い状況に応じて対処する。
不明機へ接近、写真を撮影したり、接近して警告射撃を行うなどをする。状況によっては先制攻撃を受ける場合や撃墜を命ぜられる場合もある。
これらのミッション以外にも、医療班・物資の輸送、遭難機の捜索、更には攻撃ヘリを用いるものなどの特殊なミッションも存在する。
最初のうちは比較的レベルの低いミッションなどが発生し、徐々に難易度の高いものなどが出現するようになる。
アラートハンガー
前述のスクランブル発生に備え、そこで用いる機体や武装をあらかじめ設定する。スクランブルミッション発生時、出撃する機体と装備はここで設定したもので行うことになる。ただしあらかじめ使用機体が固定されているミッション（上記特殊なミッションなど）の場合は、強制的に使用機体がそれらミッションにあわせたものとなる（ヘリコプターや輸送機など）。
また最初のうちは上記スクランブルで発生するミッションの内容などは自分で選択することが出来ないが、ゲームを進めていくと、スクランブルミッション自体を選択して行うことも可能になる。
ビデオルーム
リプレイの鑑賞や編集・セーブ・ロード等が可能。DC版の「リプレイシアター」に同じ。
プライベートルーム
飛行記録の閲覧やエンブレムの選択、用語解説、機体閲覧および解説。DC版のハンガーモードに近いが、エンブレムは自分で編集することができず、既存のデザインの中から選択する。選べるエンブレムはゲーム中の特定条件を満たすことにより増える。このエンブレムの中には航空専門誌の提供の物も存在した。
オプション
ゲーム内の各種設定、ゲームデータのセーブ・ロード、ムービーの閲覧。

登場機体
従来の定番機体に加え、新たに飛行艇のUS-1A（降着装置を格納すれば、海や川への着水が可能）や、OH-6D・AH-1S・AH-64Dという回転翼機（ヘリコプター）を採用。さらに、C-1でコンテナを搭載し、投下できるギミックなどが追加された。ただしレシプロ戦闘機は登場しなくなった。